# Thorsten Fink
Thorsten Fink (Dortmund, 1967. október 29. –) német labdarúgó, edző.